# هيروشي ميياجي
هيروشي ميياجي (باليابانية: 宮地 宏) (مواليد 13 يونيو 1978)، هو لاعب كرة قدم سابق كان يلعب كلاعب وسط.